# Jakub Jan Ryba
Jakub Jan Ryba (ook: Peace, of: Poisson, en ook: Rybaville), gedoopt als Jakub Šimon Ryba, (Přeštice, 26 oktober 1765 - Voltuš bij  Rožmitál pod Třemšinem, 8 april 1815) was een Tsjechisch componist, muziekpedagoog en dirigent.

## Levensloop
Hij stamt uit een familie van cantores/organisten. Zijn ouders zijn, naar hij later in zijn dagboek schrijft, "rijk aan wijze rechtvaardigheid maar arm aan materiële welvaart".
Rond 1773 verhuist het gezin Ryba naar het buurdorp Nepomuk, waar de kleine Jakub ook naar school gaat. Daarnaast krijgt hij van vader Jakub Jan les in zang, viool, cello, orgel en later ook compositie. Hij heeft talent, want als hij tien is componeert hij al en kan hij zijn vader op het orgel vervangen. Dorpskapelaan Václav Held leert hem Latijn en Grieks.
In 1780 gaat hij in Praag studeren aan het Piaristengymnasium, waar hij onder meer les krijgt van de componisten Josef Ferdinand Norbert Seger en Leopold Antonín Koželuh. Om in de kosten te voorzien speelt hij cello in het orkest van het seminarie Sv. Václav en orgel in enkele kerken. Zijn droom is een beroemd componist en dirigent te worden.

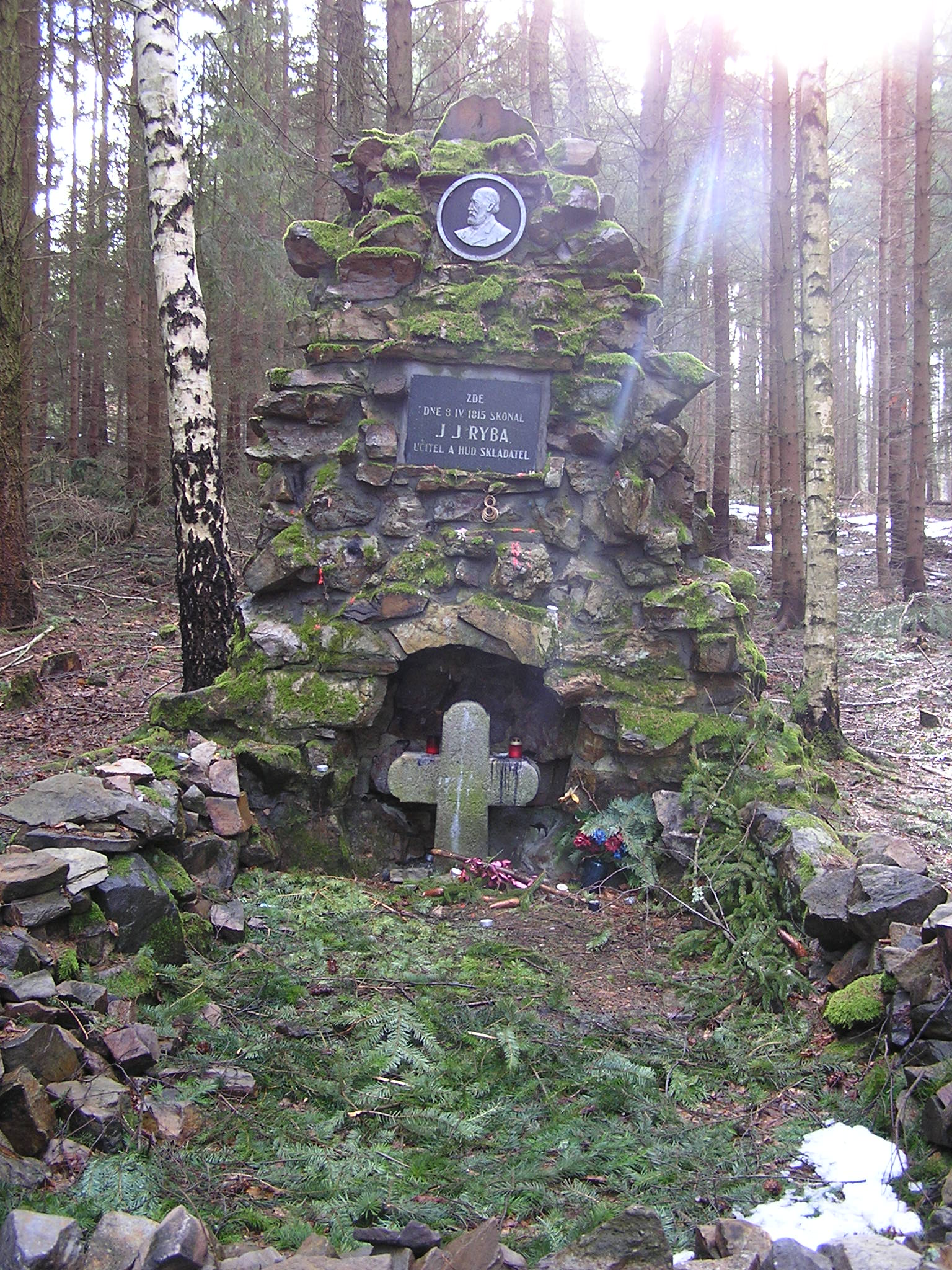
Monument op de plek waar Ryba een einde aan zijn leven maakte

In 1784 schrijft zijn vader hem dat in Nepomuk de post van hulpschoolmeester vrij is. Jakub breekt zijn studie af, solliciteert en krijgt de baan mits hij aantoont dat hij daartoe vaardig is. Een snelle cursus (bij zijn vader?) helpt hem daaraan te voldoen. In 1786 gaat hij naar Mnišek, waar hij zijn oom, ook schoolmeester en cantor, helpt en tegelijk verder studeert. Ruim een jaar later vindt hij toch een baan, want op 11 februari 1788 wordt hij cantor in Rožmitál pod Třemšinem en organist in de plaatselijke kerk Povýšení sv. Krřiže (Verheffing van het Heilig Kruis). Twee jaar later trouwt hij met Anna Langlerová. Het paar krijgt dertien kinderen, van wie er zes op jeugdige leeftijd overlijden.

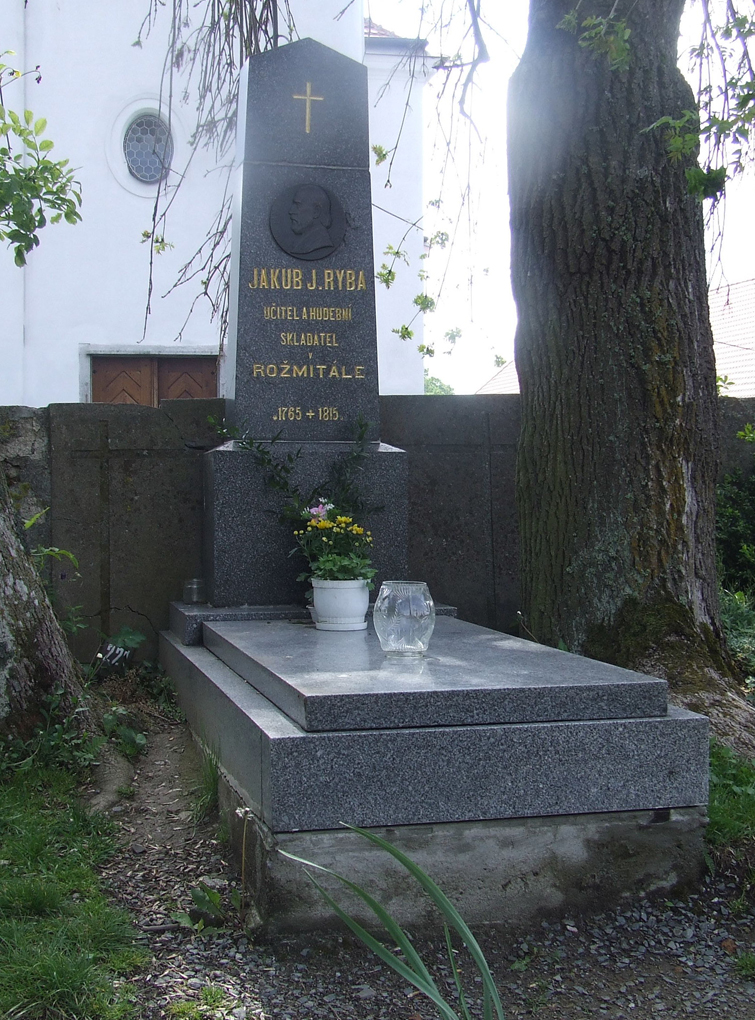
Grafmonument van Ryba, achter "zijn" kerk

In Rožmitál gaat het anders dan Ryba had gedroomd. Zijn pogingen om het onderwijs te hervormen volgens de richtlijnen van keizer Jozef II vallen niet goed. Sprak Ryba van huis uit Duits, in Rožmitál ontwikkelt hij een groeiende voorkeur voor de eigen Tsjechische taal, die hij ook gebruikt in kerkelijke muziek. Zijn muzikale opvattingen bezorgen hem de ergernis van pastoor Zachar en een deel van de dorpsbevolking pruimt de nieuwlichter niet echt. Een verzoening met de pastoor mag niet baten, Ryba voelt zich miskend en raakt daardoor teruggetrokken en depressief. Ten slotte maakt hij, 49 jaar oud, op 8 april 1815 in de bossen bij het dorpje Voltuš, even buiten Rožmitál, een einde aan zijn leven. Hij werd in eerste instantie op een ongewijd plekje op het kerkhof begraven. Later kregen zijn resten een prominentere plaats, met een grafmonument.

## Werken
Ryba’s oeuvre beslaat rond de 1500 werken, liederen, aria's, kamermuziekwerken in velerlei soorten, concerten, symfonieën en ook veel kerkmuziek. Veel ervan is gebruiksmuziek, zoals je van een dorpscantor mag verwachten. Het is niet verwonderlijk dat er kerstmuziek bij zit. Kerst is ten slotte al eeuwenlang het meest aansprekende christelijke feest. Ryba's bekendste werk is een soort herdersspel in negen delen die elk de titel van de delen van een mis hebben, de Česká mše vánoční oftewel Boheemse Kerstmis.
De dorpsschoolmeester verloochende zich evenmin want Ryba schreef ook veel voor kinderen, zoals een reeks kerstliederen voor tweestemmig kinderkoor en instrumenten, die hij zelf pastorales noemde. Het bekendste exemplaar daarvan is Spi, spi, nevíňátko, voor sopraan, alt, kinderkoor, doedelzak, klavecimbel en orkest.
Zijn depressiviteit is niet te herkennen in zijn merendeels vrolijke en zeer melodieuze muziek. Zijn boek Počáteční a všeobecní základové ke všemu uměni hudebnimu, waarin hij vooral de grondslag legt voor de muziektheorie in de Tsjechische taal, verscheen pas na zijn dood in druk.

## Composities

### Werken voor orkest
- Cassatio in C - Kasace
- Concert, voor viool en orkest
- Concert Es, voor hoorn en orkest
- Serenade in C, voor orkest
- Symfonie in C, voor orkest

### Missen, cantates en gewijde muziek
- 1796 Missa solemnis festis Nativitatis Deo Jesu Christo accommodata in linguam bohemicam - Česká mše vánoční (Boheemse Kerstmis), voor sopraan, (contra-)alt, tenor, bas, gemengd koor, orkest en orgel
  1. Kyrie: Hej, mistře!
  2. Gloria: Sláva budiž
  3. Graduale: Vzhůru bratři
  4. Credo: Pospíchejme k Betlému
  5. Offertorium: V pokoře poklekněme
  6. Sanctus: Nebe hlásej: „Svatý“
  7. Benedictus: Pane země i nebe
  8. Agnus Dei: Nyní se do Tvé ochrany poroučíme
  9. Communio (Zaver)
- Chvalozpěv k sv. Janu Nepomuckému (Hulde aan de heilige Jan Nepomuk)
- Co to má znamenat?
- Dar pilné mládeži, voor kinderkoor
- Ejhle, opět obnovujem' narození památku
- Housle, zněte
- Litaniae lauretanae in Es, voor tenor, klarinet en strijkorkest
- Missa in Bes, voor sopraan, alt, bas, gemengd koor en orkest
- Missa in e
- Missa pastoralis in C
- Missa pastoralis in Bes
- Pastorela "Housle, zněte", voor strijkers, hoorn en klavecimbel
- Pastorela in E "Jak milé, rozkošné...", voor alt, strijkers, twee hoorns en orgel
- Pastorela "Libou písničku"
- Pastorela "Milí synáčkové", voor sopraan en orgel
- Pastorela "My zde všichni s veselosti"
- Pastorela "Pokoj, lide, budiž vám"
- Pastorela "Rozmilý slavíčku", voor sopraan, fluit, orgel en orkest
- Pastorela in Es "Spi, spi, nevíňátko", voor sopraan, alt, kinderkoor, dudelzack, klavecimbel, twee hoorns en orkest
- Pastorela "Srdce plesá", voor vijf solisten, gemengd koor,  2 violen, altviool, contrabas, 2 klarinetten, 2 hoorns, 2 trompetten en pauken
- Pastorela "S radostí, s plesáním"
- Pastorela in D "Usni, malé poupátko ...", voor sopraan, gemengd koor, strijkers, twee trompetten en klavecimbel
- Salve Regina in G, voor gemengd koor, strijkers en klavecimbel
- Šest chvalozpěvů, cantate voor sopraan, alt, gemengd koor en orkest
- Spi, má zlatá (Slaap mijn kind), voor kinderkoor
- Stabat Mater, oratorium voor gemengd koor, orkest en orgel
- Z růže zkvetla lilie

### Vocale muziek
- 1800-1815 Písně pro 4 hlasy, voor sopraan, alt, tenor, bas en twee hoorns
- Ave Maria, voor bas en orgel
- Duet in Es, voor sopraan, alt, twee violen en contrabas

### Werken voor orgel
- Novae et liberae cogitationes